# Outagamie County
Outagamie County är ett administrativt område i delstaten Wisconsin, USA, med 176 695 invånare (2010). Den administrativa huvudorten (county seat) är Appleton.

## Geografi
Enligt United States Census Bureau har countyt en total area på 1 669 km². 1 651 km² av den arean är land och 18 km² är vatten.

### Angränsande countyn
- Shawano County - nord
- Brown County - öst
- Calumet County - sydost
- Winnebago County - sydväst
- Waupaca County - väst

### Orter
- Grand Chute
- Hortonville
- New London (delvis i Waupaca County)
- Nichols